# Alessandro Marchetti (Regisseur)
Alessandro Marchetti (* 13. November 1930 in Gorizia; gestorben am 15. November 2024 in Verbania) war ein italienischer Regisseur, Schauspieler und Schauspieldozent und Spezialist für Commedia dell’arte.

## Leben
1968 gründete Marchetti in Mailand die Theatercompagnie Teatro 7, die mit verschiedenen Stücken der Commedia dell’arte Tourneen in Italien und im Ausland unternahm. Als Regisseur arbeitete er unter anderem an den Stadttheatern  Ingolstadt, Bern und St. Gallen sowie bei den Ludwigsburger Schlossfestspielen. Als Dozent wirkte er unter anderem am Mozarteum in Salzburg und an der Schauspielakademie Zürich.
Alessandro Marchetti lebte in den letzten Jahrzehnten in Verbania, Italien zusammen mit seiner Frau, der Schauspielerin und Dramaturgin Luisella Sala. 1995 gründete er mit ihr das Teatro Studio Marchetti. 2005 rief er die Compagnia stabile del Verbania Cuso Ossola V. C. O. mit Sitz am Teatro del Chiostro in Verbania ins Leben.

## Regiearbeit (Auswahl)
- 1982: Ritratto, mit Clown Dimitri
- 1987: Palpitation, mit Ursina Gregori und Markus Zohner, Markus Zohner Theater Compagnie, Lugano
- 1992: Arlecchino, servitore di due padroni, Teatro Paravento, Locarno
- 1994: I casi della fame e dell'amore, Teatro Paravento, Locarno
- 1994: La locandiera (Mirandolina), Teatro Paravento, Locarno
- 2002: Pantalone beffato – ovvero, gli inganni per amore, Teatro Paravento, Locarno
- 2004: Pierrot Lunaire mit Musik von Otto Vrieslander, Teatro Studio Marchetti